# بانک پاتیلا
بانک پاتیلا (انگلیسی: Bank of Patiala) شرکت خدمات مالی و بانکداری هندی است، که در سال ۱۹۱۷ تأسیس شد.